# Waterman (Illinois)
Waterman es una villa ubicada en el condado de DeKalb en el estado estadounidense de Illinois. En el Censo de 2010 tenía una población de 1506 habitantes y una densidad poblacional de 393,68 personas por km².

## Geografía
Waterman se encuentra ubicada en las coordenadas 41°45′57″N 88°45′47″O / 41.76583, -88.76306. Según la Oficina del Censo de los Estados Unidos, Waterman tiene una superficie total de 3.83 km², de la cual 3.82 km² corresponden a tierra firme y (0.14%) 0.01 km² es agua.

## Demografía
Según el censo de 2010, había 1506 personas residiendo en Waterman. La densidad de población era de 393,68 hab./km². De los 1506 habitantes, Waterman estaba compuesto por el 94.49% blancos, el 1.46% eran afroamericanos, el 0.53% eran amerindios, el 0.8% eran asiáticos, el 0% eran isleños del Pacífico, el 0.8% eran de otras razas y el 1.93% pertenecían a dos o más razas. Del total de la población el 6.11% eran hispanos o latinos de cualquier raza.